# ОШ „Краљ Александар I” Горњи Милановац
ОШ „Краљ Александар I” се налази у Горњем Милановцу, у улици Хероја Дражевића број 2.
Ова школа има најдужу традицију у Горњем Милановцу, јер су из ње настале остале основне школе у граду. Током своје историје прва градска школа је више пута мењала свој назив. Када је направљена садашња зграда школе 1931. године, носила је име првог југословенског краља, који је присуствовао и свечаности приређеној за тај догађај. О томе су извештавале све тадашње дневне новине, а вест су пропратиле и једне француске новине.
После Другог светског рата, школа се звала само „Основна школа“, па је 1964. године названа „Прва основна школа“, јер је била подељена на две. Године 196. поводом двадесетопетогодишњице од ослобођења, променила је назив у „Таковски партизански батаљон“. Ипак, колектив је 18. децембра 2003. вратио првобитан назив школи. И данас се настава одвија у две зграде, па су млађи и старији разреди одвојени. Од 1983. године припојена је и осморазредна школа у Брђанима, као и издвојена одељења у Луњевици, Јабланици и Семедражу. У склопу школе постоје и одељења за децу са посебним потребама. У оквиру издавачке делатности школе, издаје се годишњи извештај о раду школе и дечји часопис „Прозор“.
Попут четири друге школе са истим називом у Србији, припада Асоцијацији основних школа „Краљ Александар I“, основаној 2007. године, уз подршку Александра II, а са циљем сарадње са краљевском породицом и школа међусобно. Активности које ова сарадња подразумева су манифестације и такмичења из разних области, као и посете школама и Краљевском комплексу на Дедињу и Маузолеју на Опленцу.